# Il lago di Satana
Il lago di Satana (Revenge of the Blood Beast), anche noto come La sorella di Satana, è un film del 1966 diretto da Michael Reeves.
Coproduzione anglo-italo-jugoslava, è un film horror a basso costo girato in Italia.

## Trama
Una giovane donna in viaggio di nozze, Veronica, sta guidando lungo la riva di un lago, quando ha un incidente e la sua automobile sprofonda nelle acque. Il suo corpo viene posseduto dallo spirito di Vardella, una strega della Transilvania del XIX secolo che era stata uccisa dagli abitanti dei villaggi locali.
Nella sua vendetta ucciderà molte persone, prima di essere infine eliminata dal conte von Helsing.

## Produzione
Il film fu una coproduzione tra Gran Bretagna, Italia e Jugoslavia. Con un budget di 15000 sterline, fu girato a basso costo in Italia, dove Michael Reeves era stato aiuto regista per il film Il castello dei morti vivi del 1964. L'intero film venne girato in 21 giorni, e molti membri della troupe sono apparsi nel film in ruoli minori.

## Distribuzione
Il film fu distribuito nel 1966 nel Regno Unito dalla Miracle Films col titolo Revenge of the Blood Beast e negli Stati Uniti dalla AIP col titolo The She Beast (in accoppiata con Il mostro di Venezia), mentre in Italia la première si è avuta nel luglio 1967, con la distribuzione della Cineriz.
Negli Stati Uniti la pellicola è entrata nel pubblico dominio.
Il 28 aprile 2009 la Dark Sky Films ha distribuito una versione in DVD del film con un riversamento 2.35:1 anamorfico e una colonna sonora Dolby 2.0 mono. Tra i contenuti speciali una galleria di immagini e un commento audio del produttore Paul Maslansky e degli attori Ian Ogilvy e Barbara Steele.

## Critica
Il Morandini scrive che "è il 1° (delirante e mediocre) dei 3 film di un regista che con Il grande inquisitore (1967) prometteva di diventare un maestro del fantastico. Si diede la morte nel 1969 a 26 anni."